# 22356 Feyerabend
22356 Feyerabend este o planetă minoră (asteroid) din centura de asteroizi. A fost descoperită pe 19 noiembrie 1992 la Observatorul Național Kitt Peak de Spacewatch. 
Obiectul prezintă o orbită caracterizată de o semiaxă mare de 2,339459 UAi, o excentricitate de 0,07, o înclinație de 2,02678 ° în raport cu ecliptica.